# Cascades Peričnik
Les cascades Peričnik (en eslové, slap Peričnik) són unes cascades situades al Parc Nacional de Triglav, Eslovènia.

## Geografia
Les cascades Peričnik són unes de les cascades més conegudes d'Eslovènia. Flueixen des d'una vall penjada del Parc Nacional de Triglav fins a la vall glacial de Vrata, on l'aigua del rierol Peričnik s'uneix al rierol Bistrica. En realitat, hi ha dues cascades: la cascada Peričnik alta (en eslové, Zgornji Peričnik, 16 m d'alçada) i la cascada Peričnik baixa (en eslové, Spodnji Peričnik, de 52 m d'alçada). La cascada més gran i baixa sol ser coneguda com la cascada Peričnik. És possible visitar les dues cascades travessant el rierol Bistrica i pujar el pendent unes dotzena de metres.

## Nom
El nom Peričnik (en el dialecte local és Perečnik) es deriva del verb prati, que inicialment volia «vèncer». També es refereix a l'aigua que cau sobre un cingle abrupte, i en l'eslovè estàndard també s'ha convertit en el sentit «rentar la roba» (a través del sentit de colpejar la roba per rentar-la).

## Galeria d'imatges

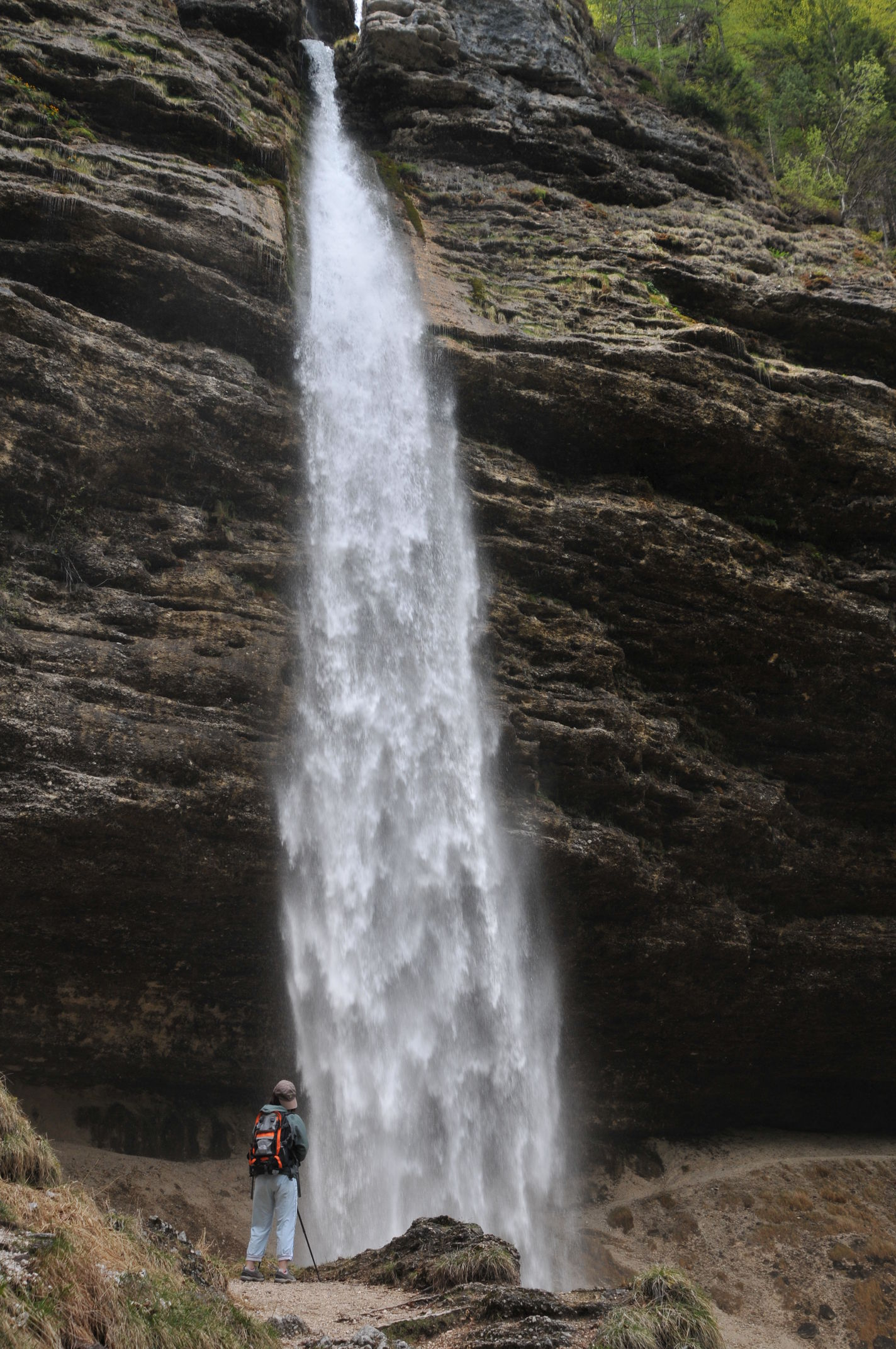
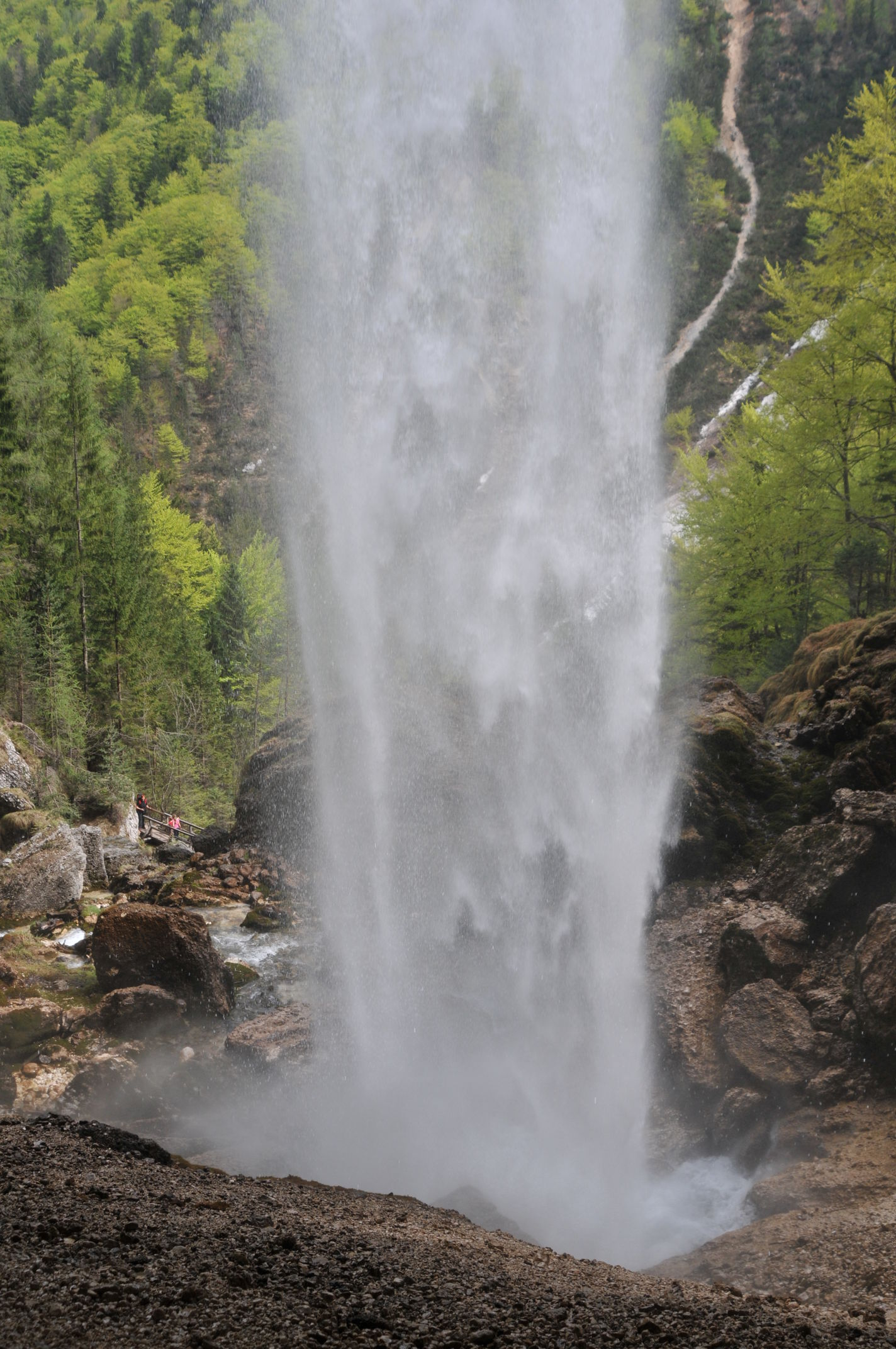
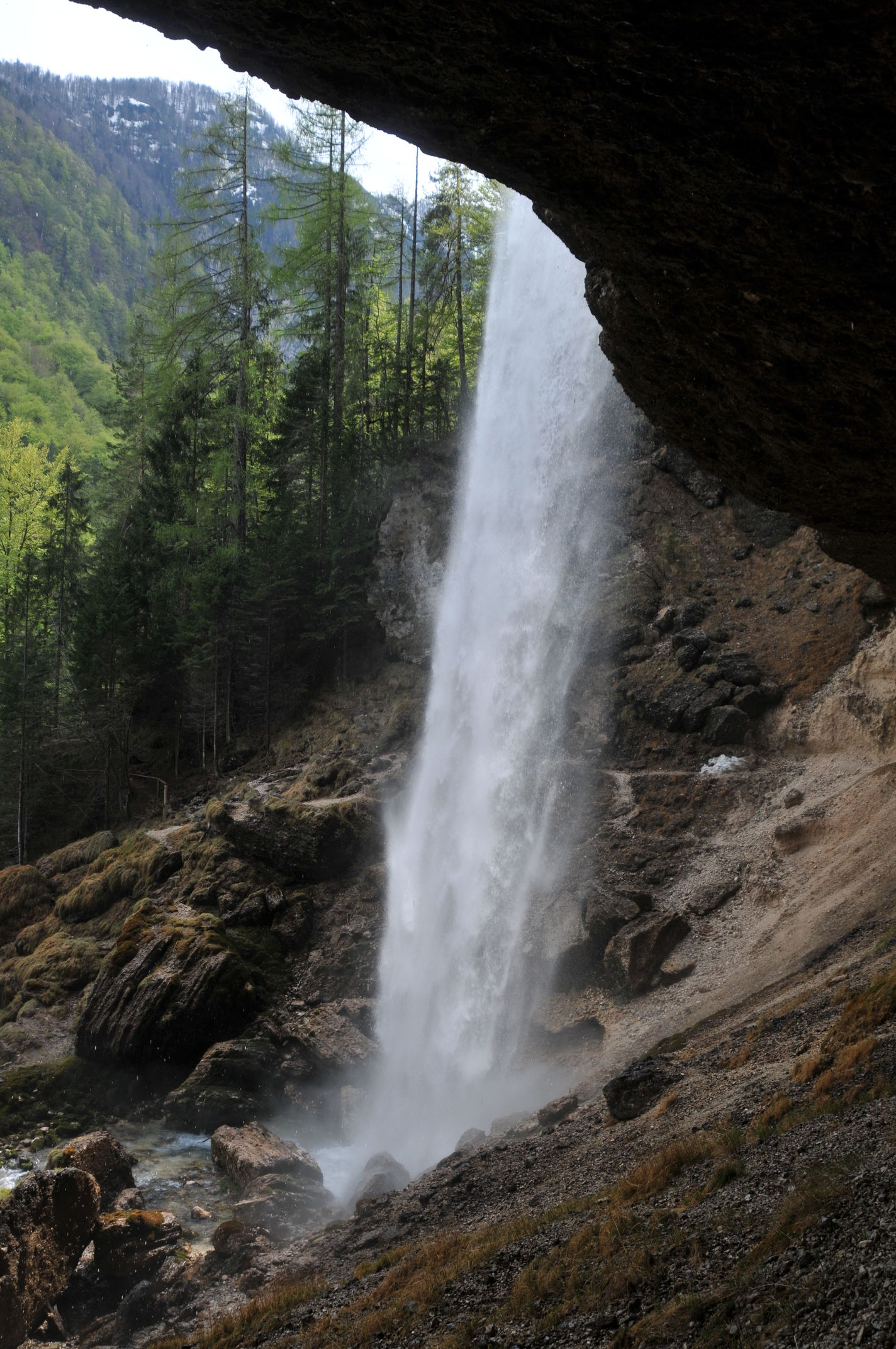
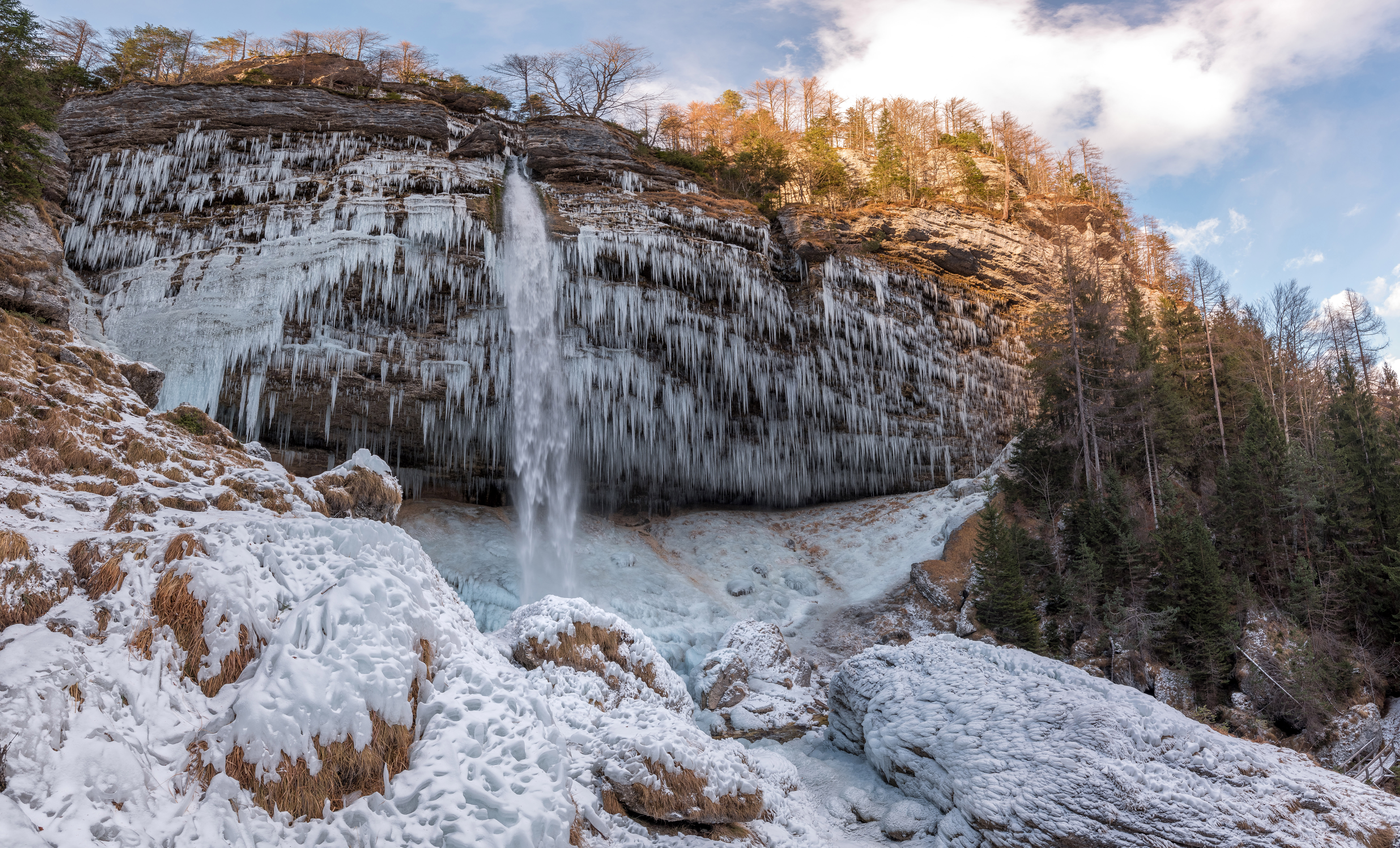